# Kill the Sun
Kill the Sun è l'album di debutto degli Xandria pubblicato nel maggio 2003.

## Tracce
1. Kill the Sun
2. Mermaids
3. Ginger
4. She's Nirvana
5. Forever Yours
6. Casablanca
7. So You Disappear
8. Wisdom
9. Isis / Osiris
10. Calyx Virago